# فريق أورليك للاستعراض الجوي
فريق أورليك للاستعراض الجوي، (بالإنجليزية: Orlik Aerobatic Team)‏. هو فريق البهلوان الجوي في سلاح الجو البولندي ،

## النشأة
أنشئ في عام 1998 في كلية القيادة الجوية للقوات البولندية. استغرق الأداء الأول يوم 15 أبريل 1998، في أول أداء الأجانب في وقت لاحق قريبا في الوشم الجوية الملكية الدولية لعام 1998 في قاعدة فيرفورد. تألف الفريق في البداية من أربعة طيارين، مع ثلاثة طيارين تشكيل وثالث منفرد. تمت إضافة طيار منفرد آخر في وقت لاحق في نهاية عام 2000 وزاد الفريق إلى سبع طائرات. على الرغم من أنه قد طار بعض المواسم مع تسع طائرات، منذ عام 2011 الفريق يحلق سبع طائرات.